# الرجل المعجزة (مسلسل قصير)
الرجل المعجزة (بالإنجليزية: Wonder Man) هو مسلسل تلفزيوني أمريكي قصير قادم، من إنتاج استوديوهات مارفل عبر علامتها التلفزيونية الجديدة "تلفاز مارفل"، وسيُعرض حصريًا على منصة ديزني+ ضمن المرحلة السادسة من عالم مارفل السينمائي (MCU). يستند المسلسل إلى شخصية "سيمون ويليامز / الرجل المعجزة" من قصص مارفل المصورة، ويعد العمل السابع عشر في ترتيب المسلسلات التلفزيونية ضمن هذا العالم الممتد، ويتشارك في الاستمرارية الزمنية والسردية مع أفلام الامتياز.
المسلسل من تأليف ديستين دانيال كريتون – مخرج فيلم شانغ تشي وأسطورة الحلقات العشر – وأندرو جيست، ويشغل الأخير أيضًا منصب مدير العرض. يشارك في الإنتاج كل من شركة "Family Owned" التابعة لكريتون، ومجموعة Onyx" Collective". وقد أُدرج المسلسل ضمن علامة "مارفل سبوتلايت"، وهي فئة جديدة من أعمال مارفل تهدف إلى تسليط الضوء على قصص مستقلة وشخصيات جانبية، لا تتطلب متابعة دقيقة للأحداث السابقة في عالم مارفل.
يؤدي يحيى عبد المتين الثاني دور البطولة في المسلسل، مجسدًا شخصية "سيمون ويليامز / الرجل المعجزة"، وهو ممثل سبق له الظهور في أعمال من عالم دي سي السينمائي مثل أكوامان وواتشمن. كما يضم طاقم التمثيل كلًا من بن كينغسلي في دور "تريفور سلاتري"، وديميتريوس جروس، وإد هاريس، في أدوار لم يُكشف عنها بالكامل بعد. تعود خلفية تطوير المشروع إلى ديسمبر 2021، عندما وقّع كريتون عقدًا شاملاً مع استديوهات مارفل لتطوير مشاريع تلفزيونية خاصة لمنصة ديزني+. وبحلول يونيو 2022، تبيّن أن المشروع قيد التطوير هو مسلسل كوميدي يركّز على شخصية "الرجل المعجزة"، بمشاركة أندرو جيست في الكتابة والإشراف الإبداعي، بينما أُسند إلى كريتون إخراج عدد من الحلقات.
في أكتوبر 2022، أُعلن عن انضمام يحيى عبد المتين إلى طاقم المسلسل لأداء الدور الرئيسي، ثم تبعه في فبراير 2023 الإعلان عن انضمام المخرجَين ستيلا ميغي وجيمس بونسولدت لإخراج عدد من الحلقات أيضًا، ما يشير إلى تنوع أسلوبي في إخراج العمل. انطلق التصوير في أبريل 2023 بمدينة لوس أنجلوس، لكنه توقّف في أواخر مايو من نفس العام نتيجة إضراب نقابة كتّاب أمريكا لعام 2023. وقد استؤنف التصوير في يناير 2024، وانتهى في أبريل 2024، أي بعد عام كامل تقريبًا من بدء الإنتاج الأولي. رغم تداول المعلومات حول المسلسل في تقارير سابقة، لم يتم الكشف الرسمي عنه حتى أكتوبر 2024، حيث أعلنت مارفل عن العنوان، وأكدت تفاصيل العرض.
من المقرر أن يُعرض المسلسل على ديزني+ في ديسمبر 2025، ويتكوّن من ثماني حلقات.

## طاقم الممثلين
- يحيى عبد المتين الثاني في دور سيمون ويليامز / الرجل الخارق : ممثل ومنفذ مشاهد خطرة يمتلك قوى خارقة، يتقدّم لاختبارات أداء من أجل الحصول على دور البطولة في مسلسل تلفزيوني عن الأبطال الخارقين.[2]
- بن كينغسلي في دور تريفور سلاتيري : ممثل فاشل سبق له أن تظاهر بشخصية "الماندرين"، قبل أن تختطفه منظمة "الخواتم العشر"، ليصبح "مهرّج البلاط" الخاص بـ"شو وينوو".[3]
- ديميتريوس جروس في دور إريك ويليامز / حاصد الأرواح : شقيق سيمون.[4]
- إد هاريس بدور نيل سارويان : وكيل سايمون.[5]

بالإضافة إلى ذلك، تم اختيار لورين جلازير، وجوش جاد، وبايرون باورز، وبشير سيلفان، وماني ماكورد في أدوار غير معلنة.

## الحلقات
من المتوقع أن يتكوّن مسلسل الرجل المعجزة من ثماني حلقات، وقد تولّى ديستين دانيال كريتون إخراج الحلقتين الافتتاحيتين كما شارك في الإخراج كل من ستيلا ميغي وجيمس بونسولدت وتيفاني جونسون.

## التسويق
تم تضمين اللقطات الأولى من المسلسل في مقطع فيديو أصدرته ديزني+ في أكتوبر 2024، وذلك ضمن حملة ترويجية للإعلان عن جدول إصدار مشاريع " تلفزيون مارفل" و"مارفل انيميشن" المقررة حتى نهاية عام 2025.

## الإصدار
من المقرر أن يبدأ عرض المسلسل على منصة ديزني+ في ديسمبر 2025، ومن المتوقع أن يتكوّن من ثماني حلقات. في البداية، كان من المخطط إطلاقه خلال موسم 2023–2024 التلفزيوني، إلا أن تاريخ الإصدار ظل غير واضح حتى سبتمبر 2023 بسبب تعثر التصوير نتيجة إضرابات نقابتي الكتاب وممثلي الشاشة الأمريكية. في أكتوبر 2024، تم الإعلان رسميًا عن شهر ديسمبر 2025 كموعد للإصدار. يُعد المسلسل جزءًا من المرحلة السادسة من عالم مارفل السينمائي، وسيتم تقديمه تحت شعار "Marvel Spotlight".